# Mury obronne w Warszawie

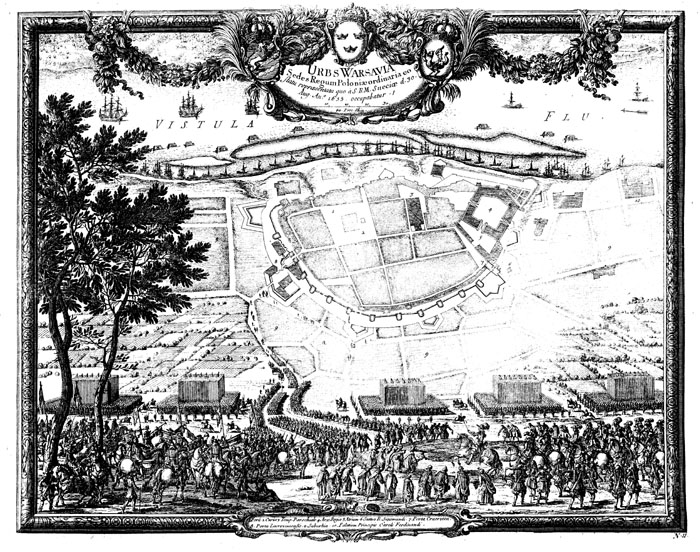
Umocnienia miasta w 1656, plan Erika Dahlbergha

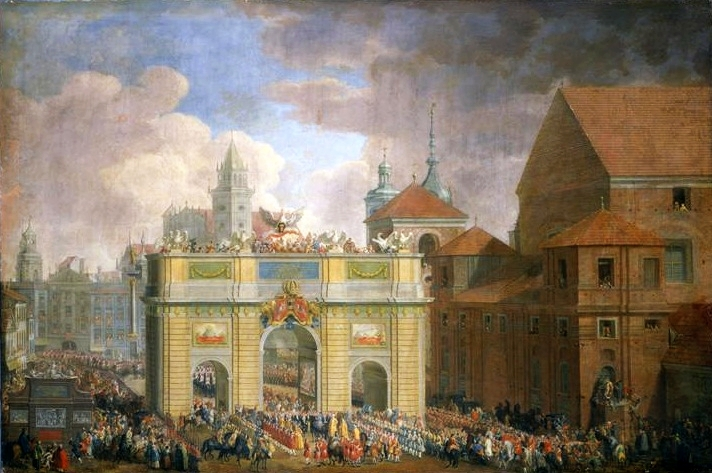
Brama Krakowska (w głębi) na pocz. XVIII wieku

Wieża Marszałkowska w XVIII wieku

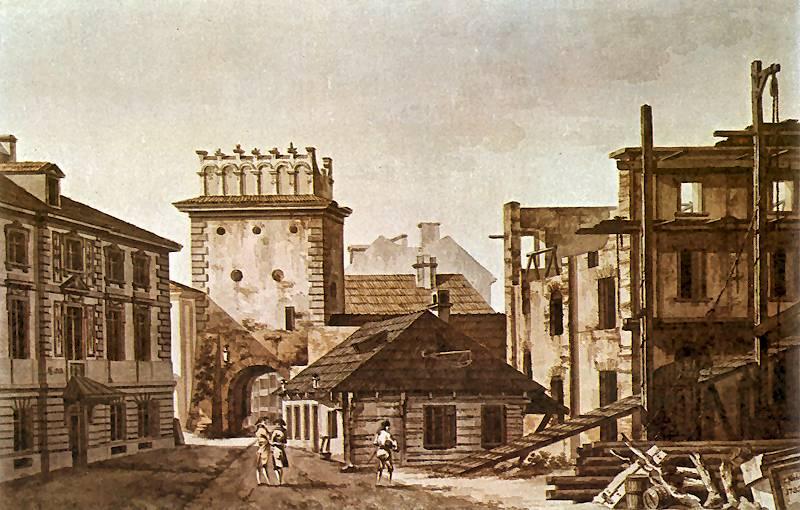
Brama Poboczna w XVIII wieku

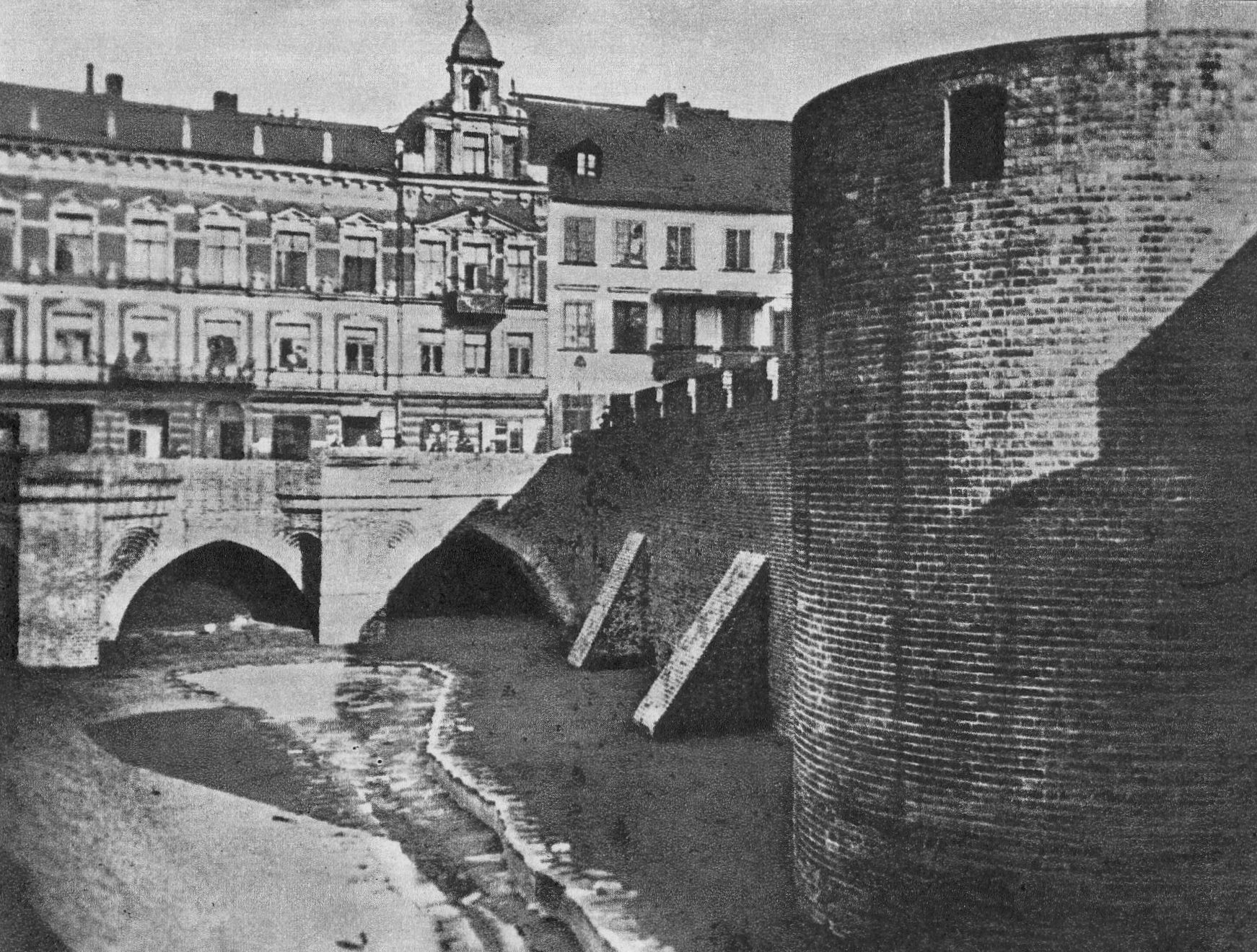
Kamienica Piwnica Gdańska przy ul. Nowomiejskiej 18/20 zbudowana w miejscu Barbakanu. Widoczne dolne partie Barbakanu odsłonięte wraz z murami obronnymi w latach 30.

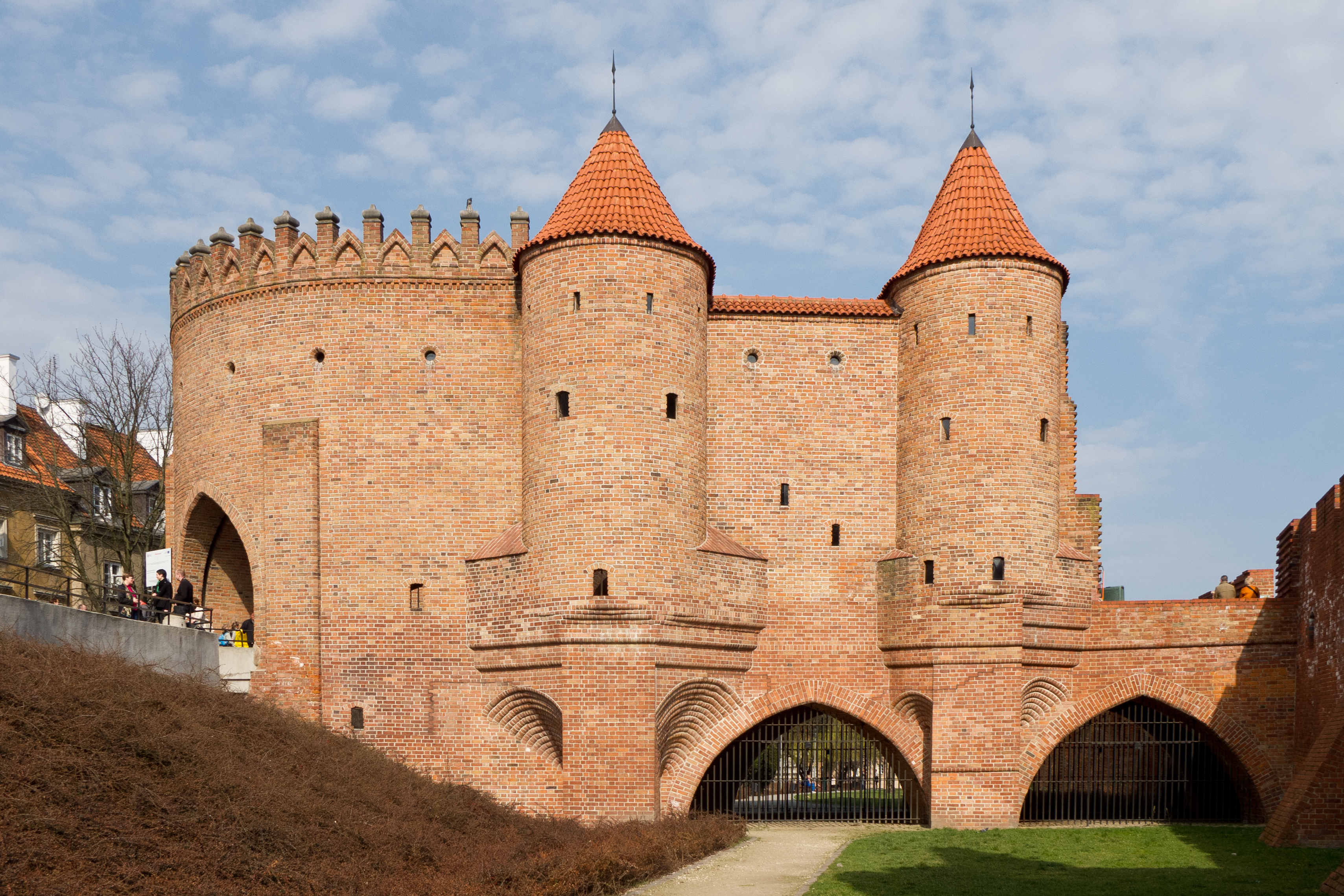
To samo miejsce współcześnie

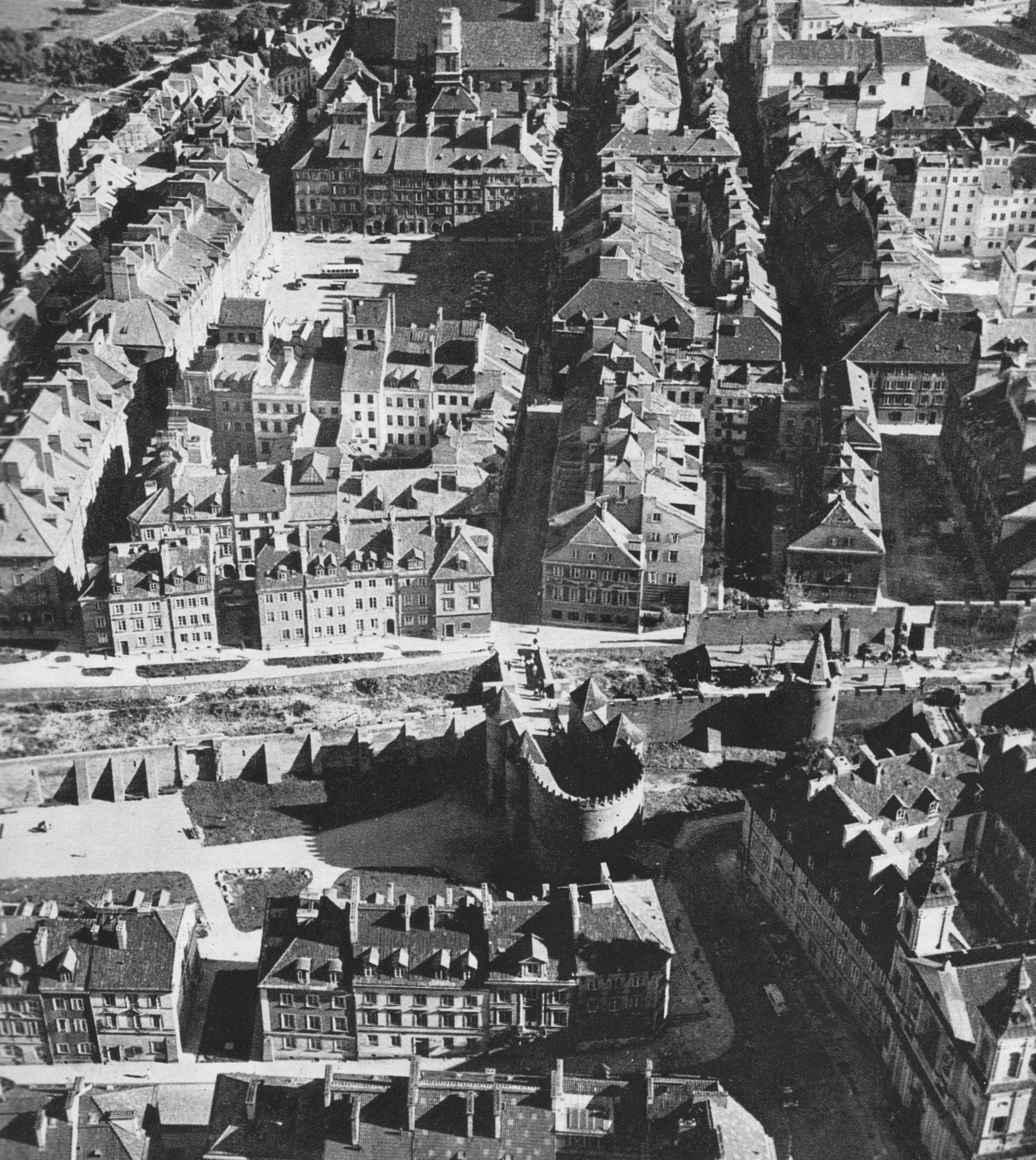
Północna część murów obronnych z Barbakanem

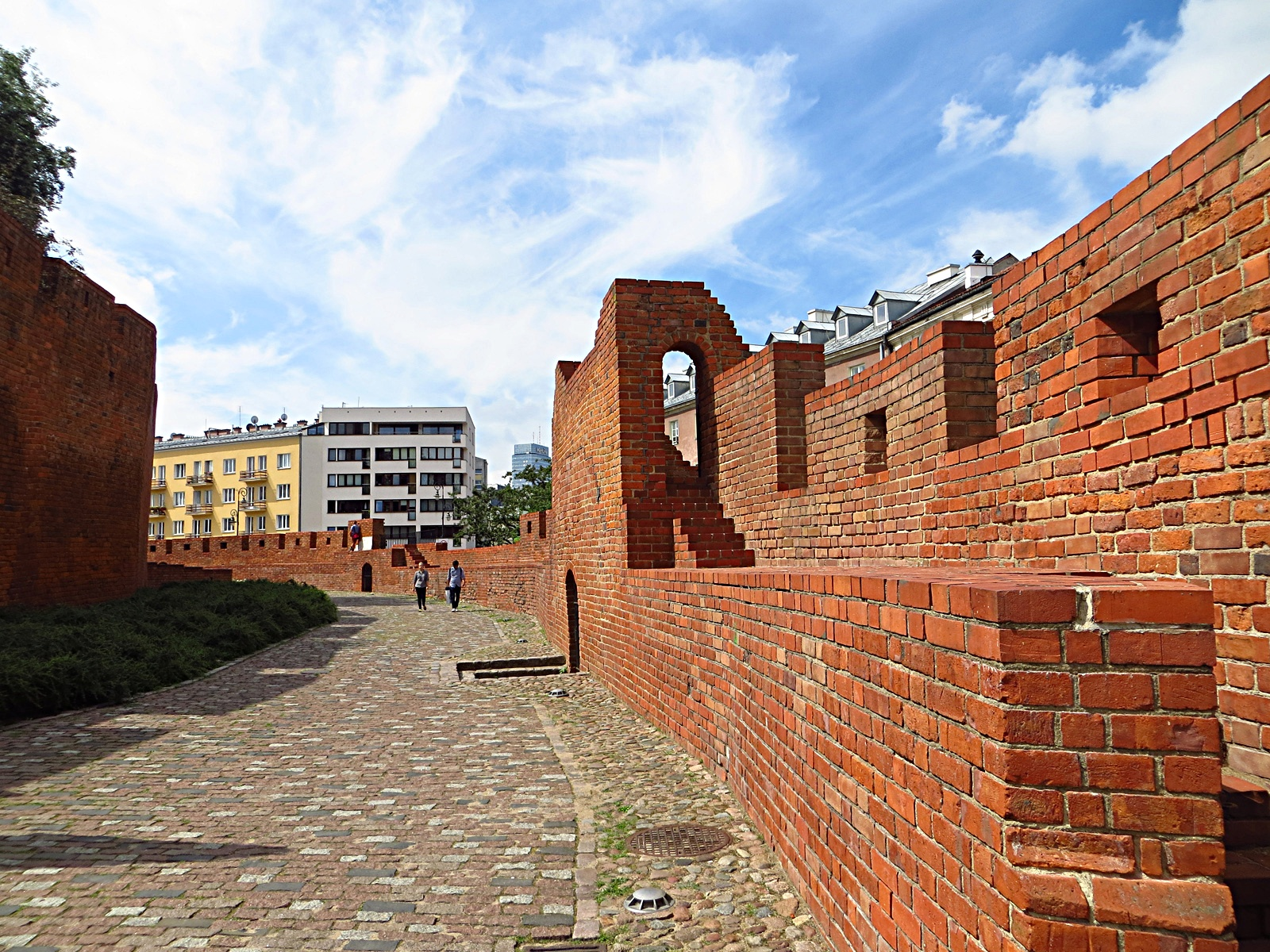
Międzymurze przy Barbakanie

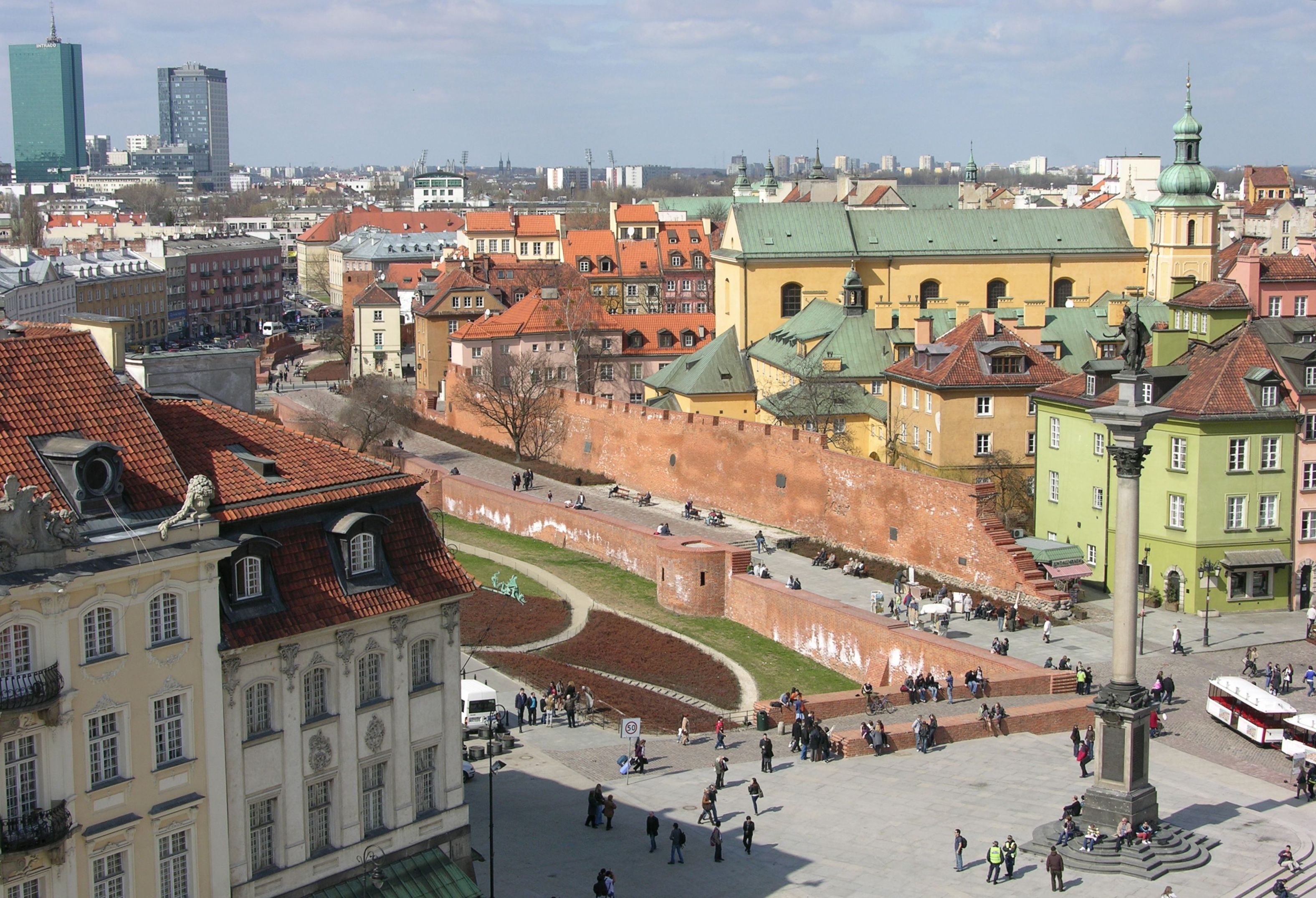
Mury obronne przy pl. Zamkowym i ul. Podwale

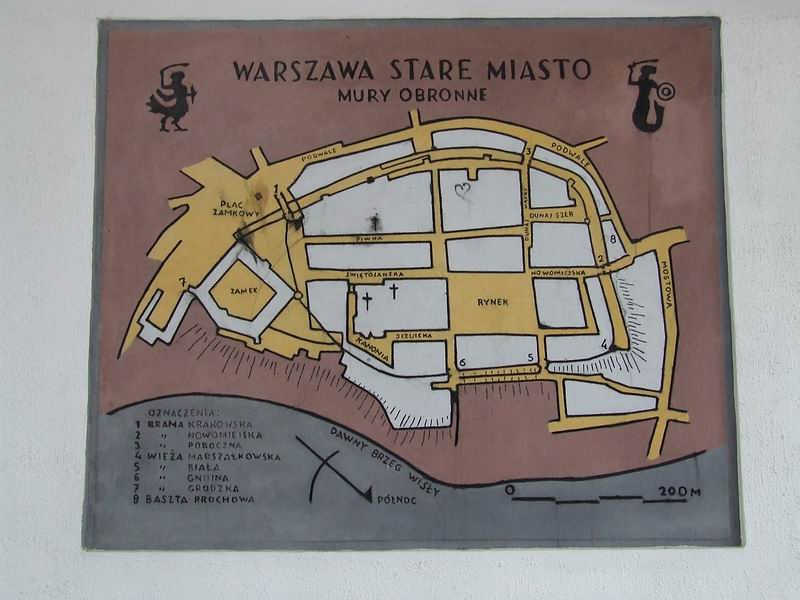
Plan murów miejskich w bramie kamienicy przy ul. Wąski Dunaj 20

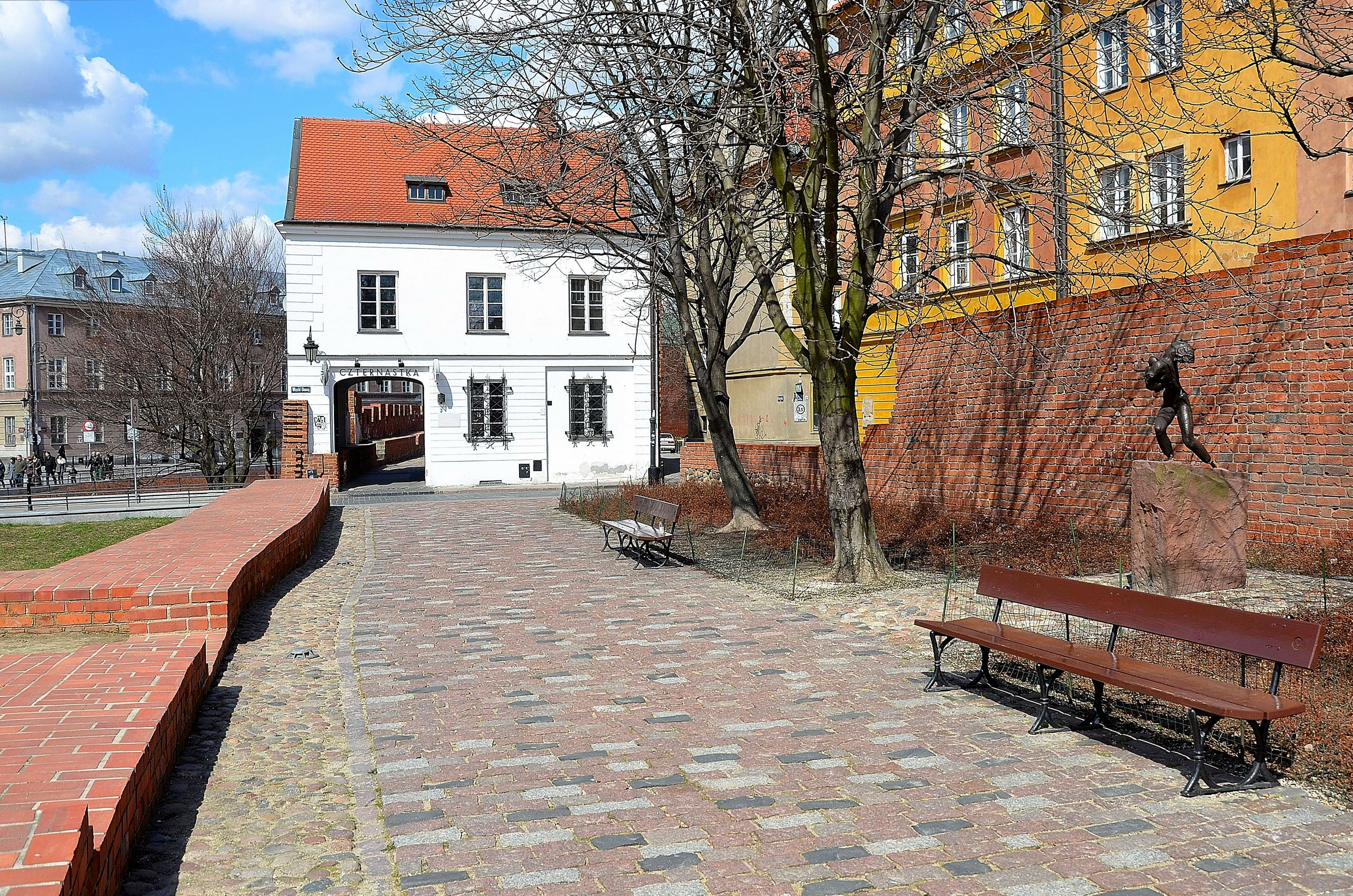
Międzymurze przy ul. Wąski Dunaj, po prawej rzeźba Oświęcim II

Mury obronne Warszawy – podwójny ciąg murów miejskich wokół Starej Warszawy, wzniesionych w XIII–XVI w., odbudowanych w latach 1950–1963 i częściowo później. Najlepiej zachowane fragmenty biegną równolegle do ulicy Podwale od Zamku Królewskiego do Barbakanu i dalej do skarpy wiślanej.

## Historia

### Pierwsza linia murów
Prace nad budową pierwszych odcinków warszawskich murów obronnych rozpoczęły się prawdopodobnie około 1280 roku za księcia mazowieckiego Konrada II, a kończone były za Bolesława II i Trojdena I. Najwcześniejsza wzmianka w dokumencie pisanym dotycząca murów pochodzi z 1326 roku − w przywileju dla klasztoru czerwińskiego proboszcz kościoła św. Jana jest opisany jako „proboszcz kościoła w obrębie murów Warszawy”. Wymieniono je także w 1339 roku podczas akceptacji przez legatów papieskich Warszawy na miejsce przeprowadzenia procesu polsko-krzyżackiego. Warszawa, według akt procesu, to „miejsce bezpieczne, jako otoczone murem”. 
Pierwsze murowane fragmenty obwałowań to Brama Nowomiejska (północno-zachodnia część obwałowań od strony późniejszego Nowego Miasta) i Brama Krakowska (część południowa − rejon obecnego placu Zamkowego). Pierwszy odcinek murów, liczący około 300 metrów, wzniesiono pomiędzy Bramą Krakowską a ulicą Wąski Dunaj, wraz z Basztą Rycerską. W połowie XIV wieku murem otoczono fragment pomiędzy Wąskim Dunajem a Bramą Nowomiejską i dalej w kierunku Wisły. Po 1379 zaczęto budowę muru od strony Wisły od zamku do Wieży Marszałkowskiej w północnej części miasta. Wydany 23 listopada 1379 roku przywilej księcia Janusza I zobowiązał mieszkańców do otoczenia Warszawy murem, w taki sposób, aby miasto było zamknięte w ich pierścieniu. Ogółem mury o długości około 1200 metrów zamknęły obszar o powierzchni ok. 8,5 ha. 
W skład murów obronnych weszły nie tylko mury, ale także baszty i wieże:
- Brama Krakowska
- Baszta Rycerska
- Brama Poboczna
- Brama Nowomiejska z szyją bramną i późniejszym Barbakanem
- Wieża Biała z furtą
- Wieża Gnojna z furtą
- Wieża Marszałkowska (najwyższa)
- Wieża Grodzka (zamkowa)
- Wieża Dworzańska (zamkowa)
- Baszta Prochowa
- Wieża Żuraw (Żóraw - rejon zamku).

Wszystkie warszawskie wieże i baszty posiadały kształt prostokątny, z wyjątkiem Białej (wieloboczna) i Marszałkowskiej (okrągła).

### Druga linia murów i Barbakan
Już w XV wieku umocnienia te wydawały się niewystarczające, przystąpiono więc do budowy drugiej linii murów od zamku do Wieży Marszałkowskiej, zgodnie z postanowieniem zawartym w przywileju księcia Janusza I z 1413 roku. W odległości 9 do 14 metrów od pierwotnej linii murów wzniesiono między połową XV a początkiem XVI wieku drugą, niższą linię murów. Różnica wysokości pomiędzy zwieńczeniem drugiej linii a strzelnicami w pierwszej linii wyniosła około 4 metrów, przy czym dla uzyskania podobnej wysokości murów względem ziemi wynoszącej około 8,5 metra, przed drugą linią wykopano fosę głębokości około 4 metrów. Grubość muru w starym obwałowaniu wyniosła 1,2 metra, natomiast w nowej już 1,8 metra. Mniejsza wysokość muru pozwalała nie tylko na zastosowanie artylerii, ale i na rażenie wroga z 2 poziomów murów jednocześnie. W przypadku zajęcia zewnętrznej linii murów przez wroga, nadal można było się bronić i razić pozycje wroga z wysoka.
Wykopanie fosy wiązało się z koniecznością budowy mostów. Jeden z nich powstał przy Bramie Nowomiejskiej, przekształcony w 1548 w Barbakan (ostatni wybudowany element murów), drugi zaś przy Bramie Krakowskiej (plac Zamkowy, odsłonięty w latach 80. XX wieku). Już w XVI wieku umocnienia te były przestarzałe w związku z rozwojem artylerii i sam Barbakan już nie miał większego militarnego znaczenia, pomimo usytuowania wjazdu pod kątem do ulicy Freta biegnącej z Nowego Miasta do bramy. Osadnictwo w rejonie Warszawy już w XIV wieku znajdowało się poza murami miejskimi, które okazały się być zbyt ciasne dla nowej ludności.

### Utrata znaczenia
W latach 1621–1624 powstał nowy pas umocnień ziemno-bastionowych tzw. Wał Zygmuntowski, który był znacznie oddalony od murów miejskich. 
W czasie potopu szwedzkiego mury uległy uszkodzeniom, które w okresie późniejszym nie zostały naprawione, w tym okresie też ostatni raz odegrały one znaczenie militarne. O mury przestano dbać, gdyż nie miały już one znaczenia obronnego, a bardziej przeszkadzały w rozwoju miasta.
W XVII wieku powoli rozpoczęła się rozbiórka murów. Wybito też dla wygody nowe przejścia, choć nadal w dobrym stanie były bramy i wieże. W XVIII wieku do murów przyległy zabudowania, początkowo drewniane, w XIX wieku wyparte przez kamienice. Jeszcze w XVIII wieku Warszawę otoczyły nowe wały - tzw. Okopy Lubomirskiego, które stanowiły kordon sanitarny wokół miasta. W XIX wieku także uległy zniszczeniu bramy miejskie, jako zbyt wąskie w stosunku do potrzeb. W II połowie XIX wieku mury zostały prawie całkowicie zakryte przybudówkami i kamienicami czynszowymi.
Rolę umocnień broniących miasto przejęły dzieła fortyfikacyjne na przedmieściach – wznoszone w czasie insurekcji kościuszkowskiej, a później w XIX wieku w okresie Księstwa Warszawskiego, powstania listopadowego, a w końcu pierścień fortów wraz z cytadelą tworzące Twierdzę Warszawa, wzniesionych w okresie Królestwa Kongresowego.

### Renowacja
Pierwsze próby renowacji podjęte zostały w 1936 pod kierownictwem Jana Zachwatowicza z inicjatywy zarządu miasta. Próba odsłonięcia murów objęła fragment pomiędzy Bramą Poboczną (Wąski Dunaj) a Barbakanem, w trakcie której odkopano fosę i usunięto zabudowę. 
Zrekonstruowane w latach 30. fragmenty murów przetrwały II wojnę światową. Po wojnie prace wznowiono, a paradoksalnie ułatwiły je zniszczenia Starego Miasta. Pierwsze prace rozpoczęto w 1949. W latach 1950–1955 dążono do odbudowy całych fortyfikacji. W tym okresie zrekonstruowano m.in. Barbakan i Wieżę Prochową. Jednak ten sposób autorskiej odbudowy wzbudził kontrowersje nie mając oparcia w źródłach. W latach 1957–1963 starano się już jedynie uwidocznić zachowane fragmenty poprzez ich remont a nie odbudowę. 
Ostatnim etapem prac konserwatorskich było wydobycie spod bruku placu Zamkowego murowanego mostu nad fosą prowadzącego do dawnej Wieży Krakowskiej. Na placu ułożono pasy z cegły klinkierowej pokazujące dawny przebieg podwójnej linii murów. Od roku 1996 prowadzono prace konserwatorskie mające na celu poprawę stanu technicznego murów, m.in. wyremontowano także obiekty odbudowane w latach 50. XX wieku. W zakresie prac znalazły się wzmocnienie strefy oparcia murów na kamiennej ławie fundamentowej, wzmocnienie konstrukcji części naziemnej, likwidacja wyboczeń płaszczyzny, zabezpieczenie korony muru, renowacja powierzchni elewacyjnych −z likwidacja wysoleń i glonów, wymiana spoin.
W latach 2007–2009 mury zostały gruntownie wyremontowane. Osuszono ich fundamenty, założono izolacje przeciw wilgoci, oczyszczono i wzmocniono ceglane konstrukcje oraz zainstalowano iluminację murów z 296 umieszczonymi w gruncie reflektorami (w tym 27 pracującymi w systemie dynamicznej zmiany barw). Iluminacja w 2009 otrzymała Nagrodę im. Jean-Paula L’Alliera dla najlepszego projektu związanego z rewitalizacją i konserwacją obszaru wpisanego na Listę UNESCO.
W kwietniu 2011 ciągom pieszym położonym między wewnętrznym a zewnętrznym murem obronnym nadano nazwy: międzymurze Piotra Biegańskiego (odcinek od placu Zamkowego do ulicy Piekarskiej) oraz międzymurze Jana Zachwatowicza (odcinek od ulicy Piekarskiej do skarpy wiślanej).
W Barbakanie znajduje się wystawa Muzeum Warszawy poświęcona jej murom obronnym.

## Tablice pamiątkowe na murach obronnych
Na wewnętrznej linii murów na odcinku pomiędzy dawną Bramą Krakowską a Furtą Poboczną, znajdują się tablice upamiętniające:
- Józsefa Antalla seniora
- Marii Konopnickiej
- Casimira Delavigne
- Bernardo Bellotto
- Wiktora Gomulickiego
- Żołnierzy Batalionu AK „Gustaw”

## Ważniejsze obiekty w obrębie murów
- Pomnik Jana Kilińskiego
- Pomnik Małego Powstańca
- Rzeźba Oświęcim II
- Pomnik Jana Zachwatowicza
- Dwie tablice pamiątkowe Tchorka (na murze wewnętrznym oraz przy ulicy Wąski Dunaj 7)